# Leptomelanconium allescheri
Leptomelanconium allescheri är en svampart som först beskrevs av Schnabl, och fick sitt nu gällande namn av Franz Petrak 1963. Leptomelanconium allescheri ingår i släktet Leptomelanconium, divisionen sporsäcksvampar och riket svampar.   Inga underarter finns listade i Catalogue of Life.